# Hajsosjön
Hajsosjön är en sjö i Sundsvalls kommun i Medelpad och ingår i Indalsälvens huvudavrinningsområde. Sjön har en area på 0,444 kvadratkilometer och ligger 335,3 meter över havet.

## Delavrinningsområde
Hajsosjön ingår i det delavrinningsområde (697493-156850) som SMHI kallar för Mynnar i Ljustorpsån. Medelhöjden är 360 meter över havet och ytan är 16,57 kvadratkilometer. Det finns inga avrinningsområden uppströms utan avrinningsområdet är högsta punkten. Vattendraget som avvattnar avrinningsområdet har biflödesordning 3, vilket innebär att vattnet flödar genom totalt 3 vattendrag innan det når havet efter 62 kilometer. Avrinningsområdet består mestadels av skog (76 procent) och sankmarker (13 procent). Avrinningsområdet har 0,66 kvadratkilometer vattenytor vilket ger det en sjöprocent på 4 procent.